# Communauté de communes d’Avranches Mont-Saint-Michel
Die Communauté de communes d’Avranches Mont-Saint-Michel ist ein ehemaliger französischer Gemeindeverband mit der Rechtsform einer Communauté de communes im Département Manche in der Region Normandie. Er wurde am 1. Januar 2014 gegründet und umfasste 44 Gemeinden. Der Verwaltungssitz befand sich im Ort Avranches.

## Historische Entwicklung
Der Gemeindeverband ist durch den Zusammenschluss der ehemaligen Gemeindeverbände Communauté de communes du Canton d’Avranches, Communauté de communes du Canton de Ducey, Communauté de communes de Pontorson-Le Mont-Saint-Michel und Communauté de communes de Sartilly – Porte de la Baie am 1. Januar 2014 entstanden.
Mit Wirkung vom 1. Januar 2017 fusionierte der Gemeindeverband mit
- Communauté de communes de Saint-James,
- Communauté de communes de Saint-Hilaire-du-Harcouët,
- Communauté de communes du Val de Sée sowie
- Communauté de communes du Mortainais

und bildete so die Nachfolgeorganisation Communauté d’agglomération Mont-Saint-Michel-Normandie.

## Ehemalige Mitgliedsgemeinden
1. Aucey-la-Plaine
2. Avranches
3. Bacilly
4. Beauvoir
5. Céaux
6. Chavoy
7. Courtils
8. Crollon
9. Dragey-Ronthon
10. Ducey-les-Chéris (Commune nouvelle)
11. Genêts
12. La Godefroy
13. La Gohannière
14. Le Grippon (Commune nouvelle)
15. Huisnes-sur-Mer
16. Isigny-le-Buat
17. Juilley
18. Lolif
19. Le Luot
20. Marcey-les-Grèves
21. Marcilly
22. Le Mesnil-Ozenne
23. Le Mont-Saint-Michel
24. Le Parc (Commune nouvelle)
25. Poilley
26. Pontaubault
27. Pontorson (Commune nouvelle)
28. Ponts
29. Précey
30. Sacey
31. Saint-Brice
32. Saint-Jean-de-la-Haize
33. Saint-Jean-le-Thomas
34. Saint-Loup
35. Saint-Martin-des-Champs
36. Saint-Ovin
37. Saint-Quentin-sur-le-Homme
38. Saint-Senier-sous-Avranches
39. Sartilly-Baie-Bocage (Commune nouvelle)
40. Servon
41. Subligny
42. Tanis
43. Vains
44. Le Val-Saint-Père